# Ptyonoprogne
Ptyonoprogne és un dels gèneres d'ocells, de la família dels hirundínids (Hirundinidae).

## Taxonomia
Segons la classificació del Congrés Ornitològic Internacional (versió 13.2, 2023), aquest gènere conté 4 espècies:
- Ptyonoprogne rupestris - roquerol eurasiàtic.
- Ptyonoprogne obsoleta - roquerol pàl·lid.
- Ptyonoprogne fuligula - roquerol isabelí.
- Ptyonoprogne concolor - roquerol fosc.

Tanmateix, segons altres obres taxonòmiques com el Handook of the Birds of the World i la quarta versió de la BirdLife International Checklist of the birds of the world (Desembre 2019), el gènere Ptyonoprogne consta de 5 espècies, car consideren que una subespècie del roquerol isabelí (P. fuligula rufigula), seria una espècie apart. Segons aquest criteri, s'hauria d'afegir:
- Ptyonoprogne rufigula - roquerol gorja-rogenc.